# Schloss Dammsmühle

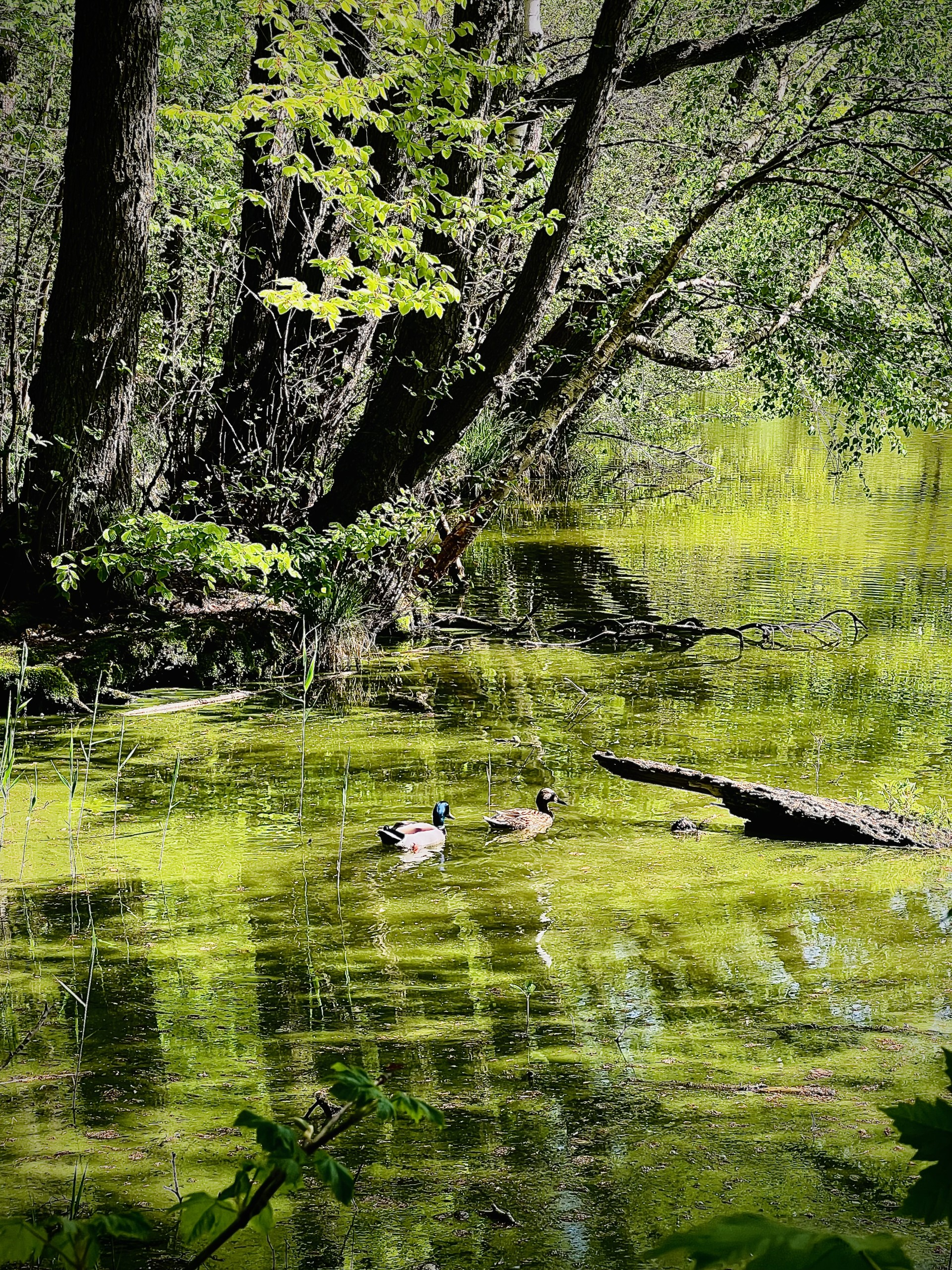
Mühlenteich, Mai 2025

Schloss Dammsmühle ist ein neobarockes Herrenhaus mit einer 28 Hektar großen umgebenden Fläche im Landkreis Barnim des Landes Brandenburg. Es befindet sich auf dem Gebiet des Ortes Schönwalde der Gemeinde Wandlitz.

## Geschichte

### 16.Jahrhundert bis Ende Zweiter Weltkrieg
Am Standort des heutigen Schlosses Dammsmühle befand sich schon im 16. Jahrhundert eine Mühle, die wahrscheinlich dem Zisterzienserkloster Lehnin gehörte, das seit dem 14./15. Jahrhundert im Besitz der Ländereien dieser Gegend war. Beim Bau einer neuen Mühle Mitte des 18. Jahrhunderts stießen die Bauleute auf Mühlsteine jener Zeit, die Spuren eines Brandes trugen. Um das Jahr 1650 befand sich an Stelle der Zisterziensermühle ein im Auftrag des Großen Kurfürsten Friedrich Wilhelm errichtetes Jagdhaus.

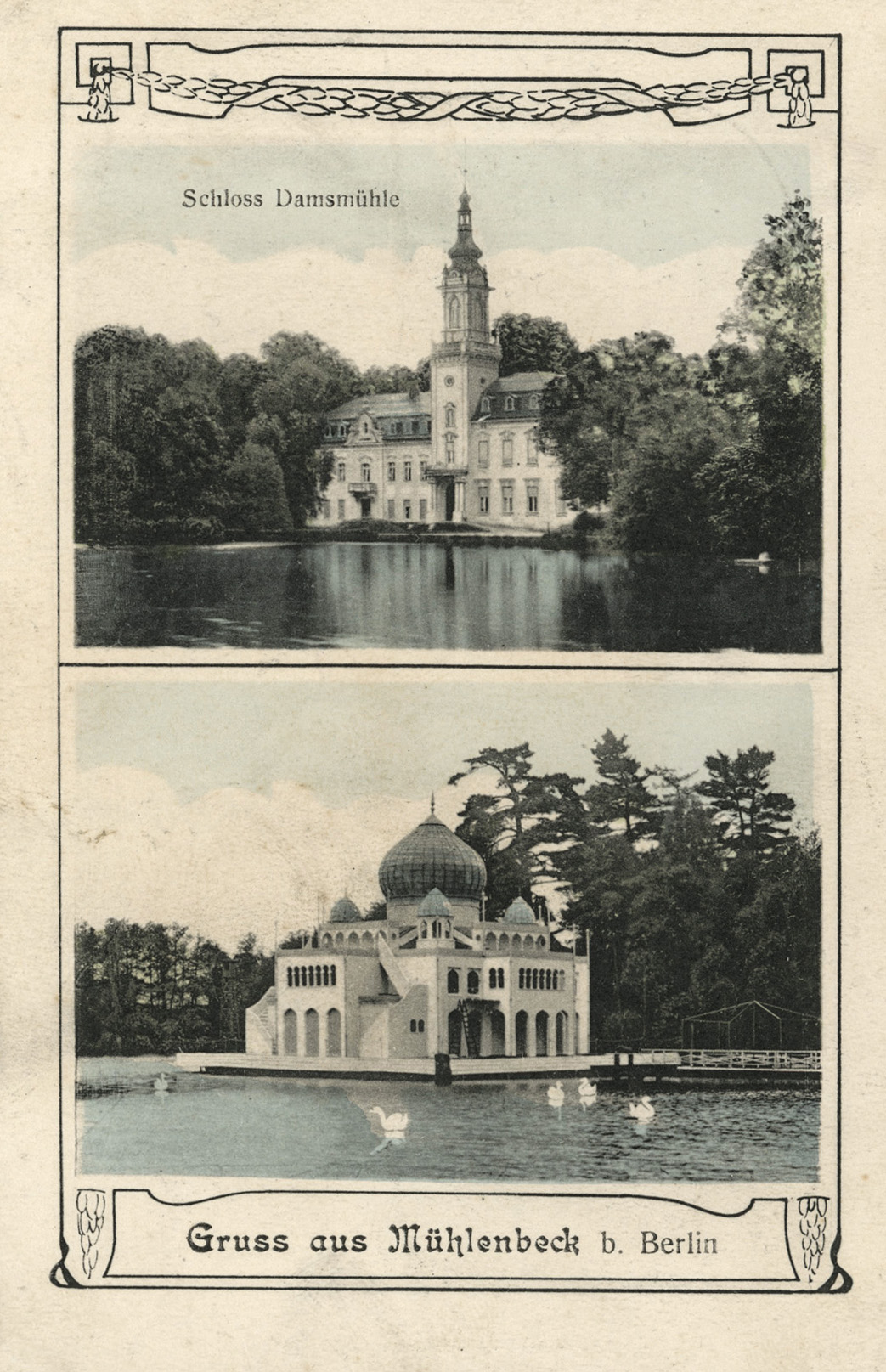
1912 verschickte Ansichtskarte mit Schloss und Scheinmoschee

Das Gelände der früheren Mühle wurde 1755 von dem Berliner Lederfabrikanten Peter Friedrich Damm erworben, der das Alleinrecht besaß, die königlich preußische Armee mit Uniformteilen aus Sämischleder zu versorgen. Er ließ das Gebäude des Schlosses Dammsmühle 1768 als zweigeschossiges Palais in einem Waldstück des Barnim errichten, westlich des Dorfes Schönwalde in der Nähe des Mühlenbecker Sees. Königin Elisabeth Christine, die Gattin Friedrich II. soll sich dort mehrmals aufgehalten haben. Entsprechend der Mode der Rokoko-Zeit besaß das Schloss im Obergeschoss einen Theatersaal. Nach dem Tod Damms verfiel das Gebäude, weil es keinen Erben gab. Bei einer Zwangsversteigerung 1894 erwarb Leutnant Adolph Wollank  das Anwesen und baute es zu einem Herrensitz aus. Er ließ das Gebäude von den Berliner Architekten Gustav Erdmann und Ernst Spindler in neobarockem Stil umbauen, aufstocken, mit einem Anbau versehen und einen Turm mit Zwiebelhaube hinzufügen. Auf einer künstlichen Insel im Mühlteich ließ er ein Gebäude in Gestalt einer Moschee errichten, in dessen Inneren sich ein großer Tanzsaal befand.
Nach dem Tod Adolph Wollanks am 27. April 1915 verwaltete sein Bruder Otto Wollank das Schloss, das nun nach seinem Erbauer Dammsmühle genannt wurde. Adolph Wollank wurde auf dem Gelände des Schlosses in dem von ihm in Auftrag gegebenen Hubertuspavillon gegenüber dem Schloss beigesetzt. Der Pavillon ist heute nicht mehr vorhanden. Das Schloss wurde 1919 an den Kaufmann Hermann Zirkel aus (Berlin-)Zehlendorf veräußert.
Zehn Jahre später, im Jahr 1929, erwarb der Brite Harry Goodwin Hart, damals Direktor des Unternehmens Unilever, das Grundstück. Nachdem Hart mit seiner jüdischen Frau Deutschland im Jahr 1938 verlassen musste, wurde er 1940 enteignet. Nun gelangte das Schloss in den Besitz von Heinrich Himmler. Das schwimmende Gebäude wurde entfernt. Von Januar bis Juli 1943 wurden 20 bis 25 Häftlinge aus dem KZ Sachsenhausen für Bau- und Instandhaltungsmaßnahmen eingesetzt. Im Schloss-Park ließ man sie nach dem hier vermuteten „Schatz“ von Adolf Wollank suchen. Kurz vor Kriegsende schlug hier der Kommandeur der Berlin verteidigenden Wehrmachts-Heeresgruppe „Weichsel“, Generaloberst Gotthard Heinrici, sein Hauptquartier auf.

### Ende Zweiter Weltkrieg bis Mauerfall

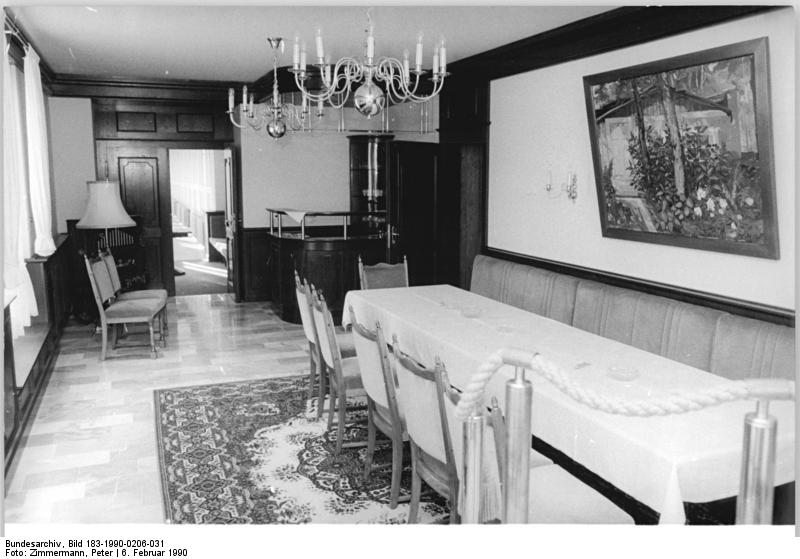
Inneneinrichtung im Februar 1990

Nach dem Kriegsende 1945 wurde das Schloss von der Roten Armee zunächst als Lazarett genutzt. Im Januar 1951 wurde es an deutsche Verwaltung übergeben. 1959 übernahm das Ministerium für Staatssicherheit der DDR das Gebäude als Gästehaus. Ab 1960 richtete es Ferienlager für die Kinder der Mitarbeiter aus. Diese schliefen in Zelten und beteiligten sich in Arbeitsgemeinschaften. Das Schloss diente bis 1989 als Jagdschloss, Schulungsraum (ab 1962 Fremdsprachenausbildung, ab 1967 "Institut für Fremdsprachen" der Hauptverwaltung Aufklärung) und zur Unterbringung ausländischer Delegationen.
In dieser Zeit wurde es umgebaut, unter anderem wurde 1968 das bestehende Mansarddach durch ein Vollgeschoss ersetzt.
1974 wurde das Objekt für die verbunkerte Reserveführungstelle des Ministers für Staatssicherheit ausgewählt. Aufbauend auf den „Grundsätzen für die Führung der DDR im Verteidigungsfall“ wurde im Mai der Bau von 1980–1984 in Biesenthal beschlossen. Wegen absehbaren Verzögerungen errichtete man als Interimslösung 1978–1981 einen Führungsbunker in Dammsmühle (Kosten: zwei Millionen Mark).
Der Bunker liegt 1,8 m unter der Erde, besteht aus Betonfertigteilen mit vergossenen, kreuzweise bewehrten Platten (Boden 20 cm, Decke 25 cm) und misst 36 × 38,5 × 2,01 m. Von der bebauten Fläche (1.386 m²) waren 45 % effektiv nutzbar (Hermetisierte Zone). Er war für 135 Personen ausgelegt, davon 65 operative Mitarbeiter, und für sechs bis acht Tage autonomen Betrieb geeignet; volle Hermetisation war zweimal für 12 Stunden möglich.
Die Anlage vom Typ FB 1/15/V2 trug die Bezeichnung D 78 bzw. Objekt 6/1. Die abgesetzte Sendestelle (zwei Bunker vom Typ FB 3.2) war Objekt 6/3; Objekt 6/2 bezeichnete einen im Bau befindlichen Massivbunker „Typ 10“. Die Schutzklasse D bot Sicherheit gegen einen Überdruck von 3 kp/cm² bei einer Kernexplosion (100 kT) in 800 m Entfernung (etwa Basdorf, Schönwalde oder Mühlenbeck), nicht jedoch gegen direkte Treffer großkalibriger Granaten.

### Mauerfall bis Gegenwart
Nach der Wiedervereinigung beabsichtigte die Gemeinde Schönwalde das Schloß als Standesamt zu nutzen. Von der Oberfinanzdirektion  die Eigentumsrechte zugesprochen, verpachtete der Bund es an eine französische Hotel-Gruppe. Kurzzeitig diente es als Hotel.
Im Jahr 1997 erhielten die Erben von Harry Goodwin Hart das Grundstück zurückübertragen, die das Anwesen verkauften. Das Schloss verfiel durch jahrelangen Leerstand.
Im Jahre 2000 wurde das Areal von einem Berliner Konzertveranstalter (Messe & Eventbau Reissig Firmensitz Teltow-Fläming Brb aktuell) bis Oktober 2003 für Open-Air-Konzerte unterschiedlicher Genres genutzt, die jährlich zirka 30.000 Konzertbesucher anzogen und somit den Bekanntheitsgrad des Areals steigerten. Im Jahr 2003 fand dort das Freiluft-Musikfestival Nation of Gondwana statt. Das vorgesehene Konzept, Schloss Dammsmühle zu einer Veranstaltungs- und Naherholungsstätte auszubauen, wurde letztendlich nicht verwirklicht. Das Gelände war somit dem weiteren Verfall, Vandalismusschäden und illegalen Müllablagerungen ausgesetzt.

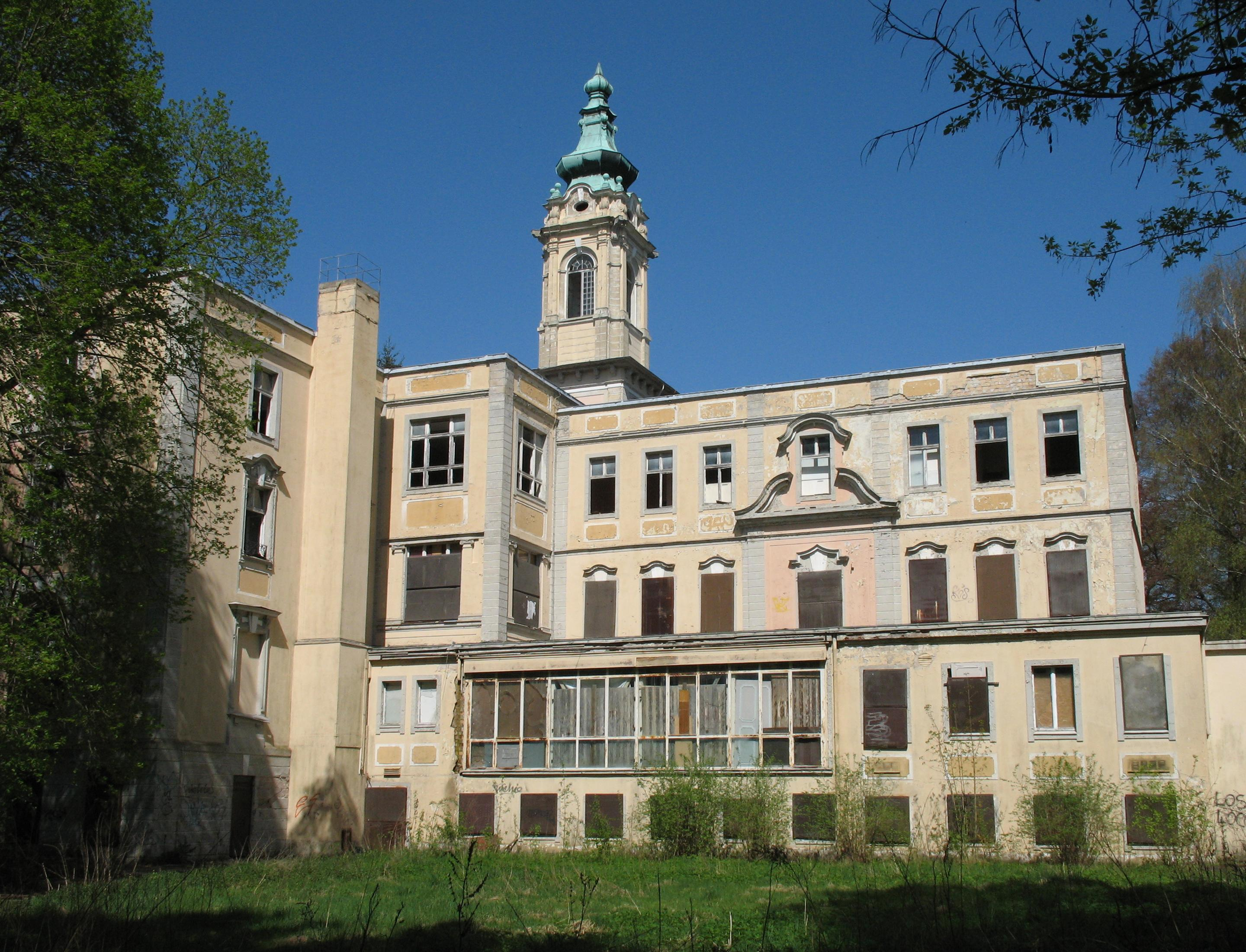
Parkseite

Im Jahr 2008 ging das Anwesen an die Schlossgut Dammsmühle Management GmbH über, die das Gelände als Kulturerlebniswelt mit freiem Zugang für die Öffentlichkeit ausbauen wollte. Diese Gesellschaft schloss bereits im Folgejahr einen langfristigen Pachtvertrag mit dem Privatmann Gerd Matern. Matern begann nun tatsächlich mit einer schrittweisen Umgestaltung des Schlosses und des Parks. Dazu wurden seit dem Frühsommer 2009 zahlreiche Veranstaltungen vor Ort organisiert wie ein Schloss-Biergarten-Brunch, ein 3-Seen-Lauf für Jedermann rund um den Mühlenteich, eine Oldtimer-Show mit Rockkonzert, ein Spukfest usw. Darüber hinaus war die Wiederbelebung der Badetradition, auch in den Räumen des Schlosses, die Einrichtung eines Gourmetrestaurants, eines Nachtlokals und eines Cafés in der ehemaligen Kegelbahn geplant. Zwischenzeitlich hat die Betreibergesellschaft ihre Aktivitäten eingestellt und Insolvenz angemeldet.
2017 wurde das Schloss an eine Berliner Eigentümergesellschaft verkauft, die dort umfangreiche Um- und Neubaumaßnahmen planen; das Bebauungsplanverfahren ist 2020 eröffnet worden. Alleiniger Eigentümer ist der Geschäftsführer des F. W. Borchardt. Am 8. September 2020 fand in der Sporthalle des Ortsteils Schönwalde eine öffentliche Präsentation des Projektes statt. Unter anderem sollen der denkmalgeschützte Schlosspark, der Küchengarten, ein Teil des Technikstützpunktes samt dem entsprechenden Verbindungsweg unter Beachtung historischer Strukturen Berücksichtigung finden. Die Leitung des Projektes hat der Architekt Wolfgang Keilholz. Die ersten Arbeiten konzentrieren sich auf die Rekonstruktion des Schlossgebäudes, in dem zwei Restaurants, einige Gästezimmer, eine Bar, eine Bibliothek und gegebenenfalls sogar ein Kinoraum entstehen sollen. Diese Maßnahmen sollen im Herbst 2021 fertig gestellt werden. Der Investor rechnet mit Kosten von mindestens neun Millionen Euro. Im nächsten Arbeitsschritt folgen dann die Instandsetzung der gesamten Parkanlage, die Errichtung von neuen Gebäuden, ein Dreiseithof soll Gastronomie und Hotel aufnehmen. Eine Freizeit- und Erholungsanlage sowie Cottages auf der ehemaligen Fallobst-Wiese soll das Angebot dann abrunden. Auf dem Gelände des früheren Technikstützpunktes sind Parkplätze vorgesehen. Der neue Komplex soll im Wesentlichen der Öffentlichkeit zur Verfügung stehen.

## Chronik
- 1650: Ein Jagdhaus des Großen Kurfürsten entstand an der Stelle des heutigen Schlosses.
- 1746: Der Soldat Knape beantragte den Bau einer Mühle.
- 1747: Müller Grüwel (Mönchmühle) erhielt statt Knape die Genehmigung zum Bau.
- 1753: Schönwalde wurde gegründet.
- 1755: Der Fabrikant Peter Damm erwarb die wenige Jahre vorher errichtete Neue Mühle vom verschuldeten Grüwel.
- 1776: Nach dem Tod von Damm blieb seine Witwe bis 1802 Eigentümerin.
- 1805: Dammsmühle fiel einem Brand zum Opfer.
- 1812: Napoleon logierte anlässlich der Inspektion eines neuen Regiments auf dem Mühlenbecker Amtshof in Dammsmühle.
- 1824: Dammsmühle wurde an den Londoner Kaufmann Heese verkauft.
- 1832: Neuer Eigentümer wurde J. J. Th. Schaeffer.
- 1840: Friedrich Wilhelm IV. lehnte ein Angebot zum Kauf ab, Dammsmühle verkam um 1890 zum Vergnügungslokal.
- 1894: Nach dem Kauf durch Leutnant Adolf Wollank erhielt der Herrensitz seine heutige Grundgestalt durch Errichtung eines zweiten Hauses und eines Verbindungsbaus in Gestalt eines Turms, ergänzt durch den Bau eines schwimmenden Pavillons in orientalischem Stil.
- 1910: Kaiser Wilhelms II. traf sich mit Zar Nikolaus II. in Dammsmühle.
- 1915: Nach dem Tod Wollanks verwaltete dessen Bruder Otto von Wollank Schloss Dammsmühle.
- 1919: Der Kaufmann Hermann Zirkel erwarb das Anwesen.
- 1929: Dammsmühle diente als Drehort für den Film Sein bester Freund der Ariel-Film GmbH mit dem Hauptdarsteller Harry Piel.
- 1929: Der Direktor des britischen Seifenkonzerns Unilever, Harry Goodwin Hart, erwarb das Objekt.
- 1938: Hart musste mit seiner Frau Deutschland verlassen.
- 1940: Nach Einziehung des Geländes als Feindvermögen durch das NS-Regime unterstand es offiziell dem Reichsführer der SS, Heinrich Himmler. Ob er je vor Ort war, ist nicht bekannt.
- 1943: Arbeitseinsatz von insgesamt 25 männlichen Häftlingen zwischen dem 2. Januar und 3. Juli in dem zu dieser Zeit als Außenlager des KZ Sachsenhausen zählenden Objekt 1091 – Nach Berichten Betroffener galt das Außenkommando als vergleichsweise kleines Übel.
- 1945: Die Rote Armee besetzte Dammsmühle; zunächst als Lazarett genutzt, wurde das Gebäude später Erholungsheim und Casino (Gaststätte) für sowjetische Offiziere.
- 1951: Nach Übergabe an die DDR-Behörden diente das Objekt als Bildungsstätte, Erholungsheim und Pionierlager.
- 1958: Der Rat der Gemeinde Schönwalde erlangte die Verwaltungshoheit über Dammsmühle.
- 1959: Die Stasi bemächtigte sich des Schlosses, es diente nun unter anderem als Gästehaus.
- 1968–1978: Größere Umbauten am Schloss wurden vorgenommen (Vollgeschoss mit Dachgarten statt Mansarddach; Bau unterirdischer Bunker auf dem Gelände)[10][25]
- 1990: Der Zusammenbruch der DDR beendete die Anwesenheit der Stasi auf Dammsmühle.
- 1991: Das Schloss war Kulisse für den WDR-Mehrteiler Haus am See mit Hildegard Knef, Anita Kupsch, Ursela Monn u. a.
- 2000–2003: Auftritte von Electric Kingdom/Low Spirit, OpenAir Serie (u. a. Westbam, Carl Cox), Blaue Stunde Live mit Anja Schneider Radio Fritz, MTV Campus Tour UK.,Casino Royale, Ostgut, Loveparade Chillout Lounge
- 2003: Sommer Open Air u. a. mit Paul Kalkbrenner, Northern-Lite
- 2003: Rockfestival Dammsmühle u. a. Doro Pesch, Iron Maiden
- 2008: Insolvenz der Betreibergesellschaft Dammsmühle Management GmbH
- 2017: Verkauf an Berliner Unternehmer[26][27]

## Filmkulisse
Das malerische Anwesen diente mehrmals als Filmkulisse, folgende Filme bzw. Serien-Episoden wurden hier gedreht:
- 1929: Sein bester Freund mit Harry Piel
- 1934: Der Vetter aus Dingsda , Regisseur Georg Zoch
- 1991: Haus am See, Serie der ARD
- 2000: Alle Kinder brauchen Liebe, produziert von der ARD, Regisseur Karsten Wichniarz
- 2002: Shots, Diplomarbeit der Hochschule der Medien Stuttgart, Regisseur Achim Hasenberg
- 2006: Virus Undead
- 2018: Polizeiruf 110: Demokratie stirbt in Finsternis, Fernsehfilm